# Adore Delano

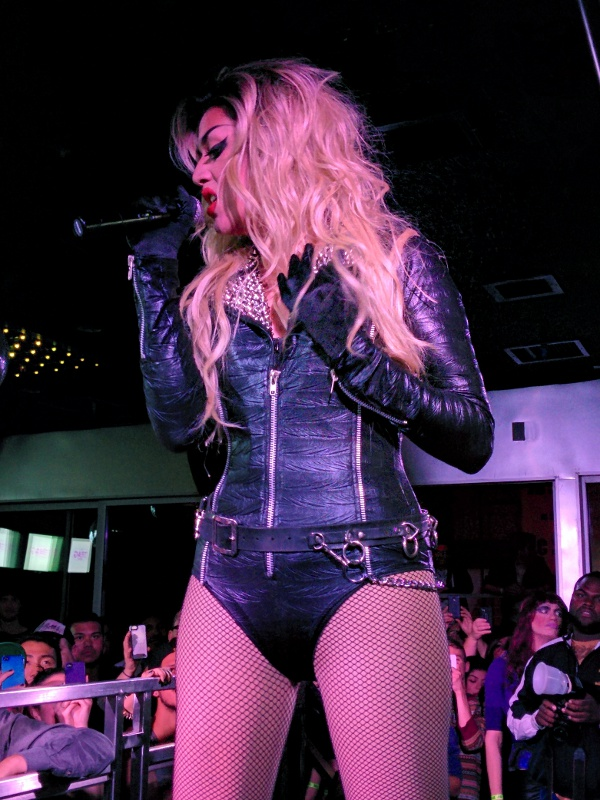
Adore Delano bei einem Auftritt in San Francisco 2014

Adore Delano (geboren 29. September 1989 in Azusa, bürgerlich Dani Noriega) ist eine US-amerikanische Dragqueen und Singer-Songwriterin. Bekannt wurde Delano vor allem als Kandidatin der siebten Staffel von American Idol sowie Finalistin der sechsten Staffel von RuPaul’s Drag Race. Im Juni 2019 erreichte sie auf einer Liste der New York der zwanzig einflussreichsten Dragqueens der Vereinigten Staaten den sechsten Platz.

## Leben
Dani Noriega wurde in Azusa im US-Bundesstaat Kalifornien geboren, wo sie auch aufwuchs. Sie ist mexikanischer, deutscher sowie indigener Herkunft und machte nach dem Besuch der örtlichen Center Middle School den Abschluss an der Sierra High School. Noriega wollte zudem an einem College studieren, gab dies aber auf, um sich stattdessen auf ihre Karriere zu konzentrieren.
Noriega bezeichnete sich am Anfang ihrer Gesangsserie öffentlich als homosexuellen Mann. 2017 gab sie an, sich weder als männlich noch weiblich, sondern nicht-binär zu identifizieren. Allerdings beanspruchte Noriega nicht, in geschlechtsneutraler Weise mit den singularen Fürwörtern they/them bezeichnet zu werden, wie es bei nicht-binären Personen im englischsprachigen Raum üblich ist, sondern verwendete laut eigener Aussage sowohl männliche als auch weibliche Geschlechtspronomen.
Im Juli 2023 outete sich Noriega in einem Instagram-Video als trans Frau und verkündete, sich einer geschlechtsangleichenden Maßnahme zu unterziehen. Sie erklärte, sich im Alter von zwölf zunächst als bisexuell und später als homosexuell identifiziert zu haben. Als Jugendliche sei sie sich ihrer trans Identität bewusst geworden und habe sich ihrer Mutter anvertraut. Während ihrer Teilnahme bei American Idol habe sie, um ihre neue Karriere als Sängerin nicht zu gefährden, ihre weibliche Geschlechtsidentität unterdrückt. Nach ihrem Ausscheiden aus der Sendung habe sie ein feminines Erscheinungsbild angenommen und so zur „transformativen Kraft“ des Drag gefunden. Seit ihrem Coming-out benutzt Noriega in Bezug auf sich selbst bevorzugt weibliche Pronomen und akzeptiert weiterhin die Anrede mit they/them.

## Karriere

### Teilnahme beiAmerican Idol
2008 war Noriega Kandidatin der siebten Staffel von American Idol. Dort fiel sie neben ihrem Gesangstalent vor allem durch ihr extravagantes Verhalten sowie vorlauten Bemerkungen gegenüber der Jury auf. Nachdem der Juror Simon Cowell Noriega nach einem Auftritt kritisierte und der Moderator Ryan Seacrest die Kandidatin darauf ansprach, antwortete sie mit dem an Cowell gerichteten Satz some people weren’t liking it. Der Clip dieser Unterhaltung entwickelte sich zu einem viralen Video. Noriega schied schließlich im Halbfinale aus, wurde aber aufgrund ihrer Popularität von Rosie O’Donnell eingeladen, auf der von ihr veranstalteten Kreuzfahrt R Family Vacations für LGBT-Familien als Sängerin aufzutreten. Noriega war kurz darauf auch in der Talkshow von Ellen DeGeneres zu Gast. Sie wurde von ihr interviewt und trug anschließend das Lied Superstar vor, das sie bereits bei American Idol gesungen hatte.

### Auftritte beiAmerican Idol
| Show                         | Lied (Originalinterpret)                  | Ergebnis      |
| ---------------------------- | ----------------------------------------- | ------------- |
| Audition (22. Januar 2008)   | Proud Mary (Creedence Clearwater Revival) | Weiter        |
| Hollywood (12. Februar 2008) | When I Need You (Albert Hammond)          | Weiter        |
| Top 24 (19. Februar 2008)    | Jailhouse Rock (Elvis Presley)            | Weiter        |
| Top 20 (26. Februar 2008)    | Superstar (Delaney & Bonnie)              | Weiter        |
| Top 16 (4. März 2008)        | Tainted Love (Gloria Jones)               | Ausgeschieden |

### Dragqueen
Nach ihrer Teilnahme bei American Idol startete Noriega einen eigenen YouTube-Kanal, auf dem sie in den Drag-Rollen Adore Delano und Angel Baby Sketche vorführte. 

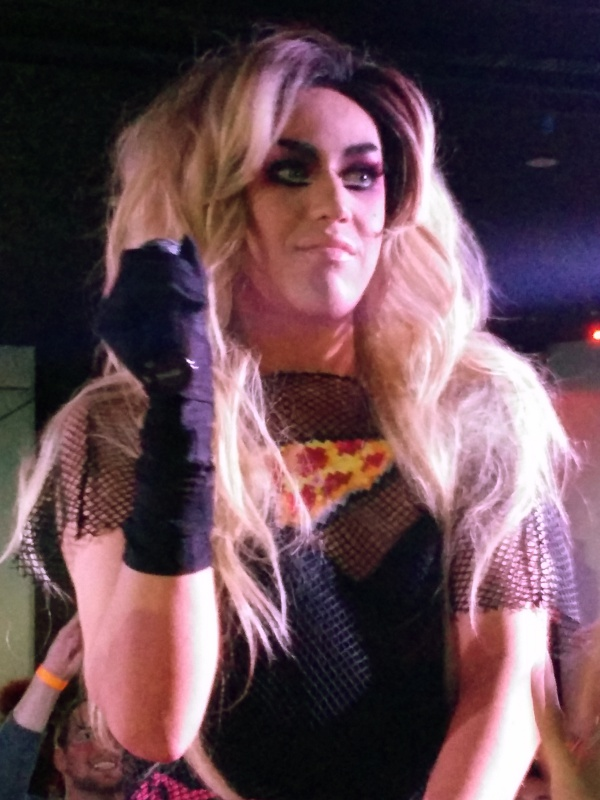
Delano im Jahr 2014

Noriega wurde durch einen Auftritt der Dragqueen Raven im Nachtclub Micky’s in West Hollywood inspiriert, im selben Lokal als Adore Delano an einem Drag-Wettbewerb teilzunehmen, den sie auch gewann. Nach ihrem Sieg trat sie regelmäßig in Drag-Shows in Südkalifornien auf.
2013 lief Delano gemeinsam mit Kolleginnen den Marco Marco Runway, einen Laufsteg für Dragqueens, bei der Los Angeles Fashion Week entlang. Im Dezember desselben Jahres wurde sie als eine von 14 Teilnehmerinnen der sechsten Staffel von RuPaul’s Drag Race angekündigt.
Während der Staffel gewann Delano drei der insgesamt elf Challenges genannten Aufgaben. Dies waren ein Rap-Battle, die Produktion eines Infomercials für von RuPaul vertriebene Kosmetika (den Sieg teilte sie sich mit ihrer Mitstreiterin Laganja Estranja) sowie Kleider-Design für einen Tanzball. Sie musste zudem in der neunten und zehnten Folge als eine der beiden Schwächsten gegen eine weitere Kandidatin im Lipsync-Gesang antreten, konnte allerdings durch ihre Siege ein vorzeitiges Ausscheiden verhindern. Delano zog schließlich ins Finale am 19. Mai 2014 ein und wurde hinter Bianca Del Rio zusammen mit Courtney Act Zweitplatzierte.
Am 17. Juni 2016 wurde Delano als Teilnehmerin der zweiten Staffel von RuPaul's Drag Race All Stars angekündigt. Bei dem Drag Race-Ableger treten nur ehemalige Kandidatinnen der Hauptsendung an. Nachdem sie sich in der ersten Folge unter den letzten Drei befand, verließ sie die Staffel in der darauffolgenden Episode freiwillig.
Am 4. April 2017 reichte Delano eine Klage gegen ihre ehemalige Management-Firma Producer Entertainment Group ein, da diese ihr von Einnahmen der vergangenen drei Jahre in Höhe von 2,5 Millionen Dollar nur 300.000 ausgezahlt haben soll. Die Firma verklagte Delano ihrerseits 2018, weil sie ihr 180.000 Dollar an Management-Gebühren schulde.
Am 28. Februar 2019 trat Delano als Gast in der ersten Folge der elften Staffel von RuPaul’s Drag Race auf, in der die Kandidatinnen für ein Fotoshooting mit ehemaligen Teilnehmerinnen posieren mussten. Im Juni desselben Jahres war sie im Musikvideo zu You Need to Calm Down von Taylor Swift als Drag-Imitatorin von Katy Perry zu sehen. Im August wurde sie auf dem Titelbild der Gay Times abgelichtet. Von Dezember 2019 bis Februar 2020 war sie Kandidatin in der MTV-Realityshow Ex on the Beach, in der zehn alleinstehende Personen, die durch ihre Teilnahme an anderen Reality-Formaten bekannt wurden, einige Tage lang in Queenstown mit Ex-Partnern zusammenleben.

### Sängerin
Im Juni 2009 veröffentlichte Noriega auf ihrem YouTube-Kanal das Musikvideo zum Lied 24/7, das sie gemeinsam mit ihrer Schwester Diamonique produziert hatte.
Einen Tag nach dem Finale von RuPaul’s Drag Race veröffentlichte Delano das Lied DTF, das auch die erste Single ihres Albums Till Death Do Us Party war, das am 3. Juni herauskam. Es erreichte den dritten Platz der Dance/Electronic Albums, elften Platz der Independent Albums sowie 59. Platz der Billboard 200. Das Lied I Adore U konnte sich auf dem 49. Platz der Dance/Electronic Songs sowie 34. Platz der digitalen Verkäufe derselben Hitliste platzieren.
Delanos zweites Album After Party wurde am 11. März 2016 veröffentlicht, die Lead-Single Dynamite bereits am 26. Februar, zwei weitere Singles mit den Titeln Take Me There und I.C.U. jeweils am 11. März und 1. September desselben Jahres. After Party konnte sich auf Platz 192 der Billboard 200, Platz eins der Dance/Electronic Albums sowie Platz 13 der Independent Albums positionieren.
Am 18. August 2017 erschien ihr drittes Album Whatever. Sie stieg dafür vom Genre Pop ihrer vorherigen Alben auf Alternative Rock, Grunge und Punk-Rock um.
2021 veröffentlichte Delano ihre erste EP mit dem Titel Dirty Laundry. Deren Lieder sind mehrheitlich Balladen aus dem Bereich Bluesrock. Zwei Jahre darauf ging sie erstmals als Sängerin auf Welttournee.

## Diskografie

### Alben
| Jahr | Titel                  | Höchstplatzierung, Gesamtwochen, AuszeichnungChartsChartplatzierungen (Jahr, Titel, Platzierungen, Wochen, Auszeichnungen, Anmerkungen) | Anmerkungen                         |
| Jahr | Titel                  | US | Anmerkungen                         |
| ---- | ---------------------- | --- | ----------------------------------- |
| 2014 | Till Death Do Us Party | US59 (1 Wo.)US | Erstveröffentlichung: 3. Juni 2014  |
| 2016 | After Party            | US192 (1 Wo.)US | Erstveröffentlichung: 11. März 2016 |

#### Weitere Alben
- 2017: Whatever

### EPs
- 2021: Dirty Laundry

### Singles

#### Als Leadkünstlerin
- 2009: 24/7 (mit Diamonique)
- 2014: DTF
- 2014: I Adore U
- 2014: Party
- 2014: Hello, I Love You
- 2014: I Look Fuckin' Cool (mit Alaska Thunderfuck)
- 2014: My Adress Is Hollywood
- 2015: Jump The Gun
- 2015: Give Me Tonight
- 2016: Dynamite
- 2016: Take Me There
- 2016: I.C.U.
- 2017: Negative Nancy
- 2017: Whole 9 Yards
- 2018: 27 Club